# Émile Fisseux
Émile Léon Fisseux (París, 15 de febrer de 1868 - ?) va ser un tirador amb arc francès, que va competir a cavall del segle xix i el segle xx. El 1900 va prendre part en els Jocs Olímpics de París, on guanyà la medalla de bronze en la prova d'Au Cordon Doré 50 metres del programa de tir amb arc.
Vuit anys més tard, als Jocs de Londres va disputar la prova d'estil continental, en la qual quedà en 13a posició.